# Milagro (kanton)
Milagro – kanton w prowincji Guayas, w Ekwadorze. Stolicą kantonu jest Milagro.